# Campionatele europene de gimnastică feminină din 2012
Cea de-a 29-a ediție a campionatelor europene de gimnastică feminină din 2012 a avut loc la Bruxelles în perioada 9-13 mai. Echipa României a strâns un total de 12 medalii (4 de aur, 5 de argint și 3 de bronz), atingând o performanță care se ridică la cea din perioada Nadiei Comăneci.

### Cele mai tinere și cele mai bătrâne competitoare
| Senior          | Nume               | Țară     | Data nașterii | Vârstă |
| --------------- | ------------------ | -------- | ------------- | ------ |
| Cea mai tânără  | Anne Kuhm          | Franța   | 17 dec. 1996  | 15 ani |
| Cea mai bătrână | Oksana Chusovitina | Germania | 19 iun. 1975  | 36 ani |

| Junior          | Nume               | Țară         | Data nașterii | Vârstă |
| --------------- | ------------------ | ------------ | ------------- | ------ |
| Cea mai tânără  | Cristina Tudorache | România      | 23 dec. 1998  | 13 ani |
| Cea mai bătrână | Charlie Fellows    | Regatul Unit | 1 ian. 1997   | 15 ani |

## Programul de desfășurare
| Data   | Ora           | Evenimentul                   |
| ------ | ------------- | ----------------------------- |
| 9 mai  | 13.00 - 20.30 | Calificări juniori            |
| 10 mai | 10.00 – 19.25 | Calificări seniori            |
| 11 mai | 19.00 – 21.15 | Competiție seniori individual |
| 12 mai | 15.00 – 17.15 | Competiție seniori pe grupe   |
| 13 mai | 9.00 – 12.30  | Finala la aparate la juniori  |
| 13 mai | 14.00 – 17.00 | Finala la aparate la seniori  |

## Medalii
| Event        | Aur                    | Argint                   | Bronz                                         |
| Seniori      |                        |                          |                                               |
| Echipe       | România                | Rusia                    | Italia                                        |
| Sărituri     | Sandra Izbașa (ROU)    | Oksana Chusovitina (GER) | Giulia Steingruber (SUI)                      |
| Bare inegale | Viktoria Komova (RUS)  | Anastasia Grishina (RUS) | Nataliya Kononenko (UKR)                      |
| Bârnă        | Cătălina Ponor (ROU)   | Larisa Iordache (ROU)    | Hannah Whelan (GBR)                           |
| Sol          | Larisa Iordache (ROU)  | Cătălina Ponor (ROU)     | Hannah Whelan (GBR)                           |
| Juniori      |                        |                          |                                               |
| Echipe       | Rusia                  | Italia                   | România                                       |
| Sol          | Enus Mariani (ITA)     | Evgenia Shelgunova (RUS) | Andreea Munteanu (ROU)                        |
| Sărituri     | Chantysha Netteb (NED) | Ștefania Stănilă (ROU)   | Maria Kharenkova (RUS)                        |
| Bare inegale | Sophie Scheder (GER)   | ViKtoria Kuzmina (RUS)   | Evgenia Shelgunova (RUS)                      |
| Bârnă        | Maria Kharenkova (RUS) | Andreea Munteanu (ROU)   | Elisa Meneghini (ITA)                         |
| Sol          | Maria Kharenkova (RUS) | Silvia Zarzu (ROU)       | Gabrielle Jupp (GBR) · Andreea Munteanu (ROU) |